# Bruno Mallart
Pour les articles homonymes, voir Mallart.
 (septembre 2016).
Bruno Mallart, né le 4 décembre 1963 à Paris, est un illustrateur français.

## Biographie
Bruno Mallart suit les cours de l'École supérieure d'arts graphiques Penninghen où il suit l'enseignement de Roman Cieslewicz, de Peter Knapp et de Jean Perret. Bien qu'ayant eu une formation orientée vers le graphisme et la photographie, il se tourne dès 1986 vers l'illustration. Il intègre le groupe France-illustrations en 1989.
Il réalisera pendant des années des illustrations dans un style plutôt réaliste, à l'aquarelle et à la plume, principalement pour des éditeurs jeunesse mais aussi dans l'univers de la communication (affiches, plaquettes, rapports annuels…).
Son style va opérer un virage prononcé à la fin des années 1990. Inspiré par des illustrateurs comme Saul Steinberg ou Tulio Pericoli, Il va mettre en œuvre une écriture qui lui ressemble plus. Peinture, aquarelle, crayon et surtout collages, sur des supports divers tels que boites, planches et objets, se mêlent pour donner vie à un univers loufoque où des poivrons volants croisent des personnages-encriers…
Son travail a été publié dans des magazines comme Télérama, Courrier international, Le Monde, The New-York Times, Computer World.
En 2003, Bruno Mallart aborde l'infographie. Tout son travail s'en trouve changé. l'esprit de ses images ne change pas mais il découvre de nouvelles pistes de figuration et de mise en œuvre de ses images.
Bruno Mallart est représenté par David Goldman Agency. Il expose à la galerie Bayart depuis 2012, et plus particulièrement ses grands tirages numérotés présentés sous Diasec (en), réalisés en collaboration avec Franck Bordas.

## Publications

### Livre illustré
- Les Contes de Médianoche, Gallimard jeunesse, 1989.
- Forêt/Racine/Labyrinthe, d'Italo Calvino, Seghers, coll. « Volubile », 1995.
- E=MC2, mon amour, de Patrick Cauvin, 1983.

### Illustration
- Télérama, couverture, septembre 1987.
- Les Incas, peuple du Soleil, « pré-générique » (pp. 1–9), coll. « Découvertes Gallimard » (no 37), 1988.
- Hors-série Télérama Jules Verne, illustrations et couverture, 2005.
- The New-York Times, illustrations et couvertures, 2011-2012.
- Hors-série Télérama Mozart, illustration, 2006.
- 2010 - 2013 collaboration régulière avec The Wall Street Journal

### Autres travaux
- Affiche pour le concert du millénaire, Orchestre philharmonique de Boston avec Seiji Ozawa à Paris, 2000.
- Campagne centenaire Air liquide, 2002.